# Defendo/Combato
Defendo und Combato sind zwei stark verwandte Nahkampfsysteme, beide begründet von Bill Underwood, der unbewaffneter Nahkampfausbilder für Kanada im Zweiten Weltkrieg war. Die Wurzeln dieser Nahkampfsysteme sind: Jiujitsu, Ringen und Boxen.
Defendo ist nicht mit dem System Defendu zu verwechseln.
Combato wurde für den unbewaffneten Kampf der kanadischen Streitkräfte geschaffen. Später, nach dem Zweiten Weltkrieg, betrachtete Bill das System Combato als nicht mehr zeitgemäß, er entschärfte es, und entwickelte daraus ein neues Nahkampfsystem, das weniger brutal, sondern auf Verhältnismäßigkeit angelegt war. Auf den Vorschlag seiner Tochter hin nannte er es Defendo. Dies soll so passiert sein: Bei einem Tischgespräch im Jahr 1945 drückte Bill seine Verwirrung darüber aus, wie er sein neues System nennen sollte. Es war seine Tochter Pat, die sich meldete und sagte: „Nun, Dad … wenn du dein Kampfsystem Combato genannt hast und es bei deinem neuen System darum geht, Menschen zu verteidigen … warum nennst du es nicht Defendo?“. Defendo und Cobato werden als Kanadische Kampfkünste (martial arts) eingestuft. Nach dem Krieg verbreitete er seine neue Kampfkunstart bei Justizvollziehenden (Gefängniswärtern) und Polizei von den Staaten Kanada und USA. Sein System fand großen Anklang.
Bill Underwood schrieb auch Bücher über seine Kampfkunstart:
- Combato: For Soldier and Civilian (1943)
- Combato: Self-Defense for Women (1944)
- Defendo: Police System of Self-defence: for Military and Civilian Police, Security Guards, Bank Messengers, Etc (1950)
- Defendo: The Occidental System of Self-Protection (1969)